# Hylopezus
Hylopezus és un gènere d'ocells de la família dels gral·làrids (Grallariidae) anteriorment inclòs a Formicariidae. Agrupa espècies natives de l'Amèrica tropical (Neotròpic) les àrees de distribució de les quals es troben des del nord-est d'Hondures a través d'Amèrica Central i del Sud fins al nord de Bolívia per l'oest i est del Brasil per l'oest.

## Descripció
Les espècies d'aquest gènere són força petites, mesurant entre 13,5 i 14,5 cm de longitud, trobades principalment en selves humides de baixa altitud o a les vores. Tots tenen els pit estriat i molts exhibeixen un notable anell ocular. Com altres gral·làrids, són tímids i principalment terrestres, freqüentment molt més sentits que vistos; són ocells cantors, que sovint es mouen de banda a banda mentre canten i també inflant bosses d'aire als costats del coll.

## Taxonomia
Amb l'exclusió del gènere Pittasoma de Formicariidae, i la seva inclusió a Conopophagidae, aquest gènere, juntament amb Grallaricula, Myrmothera i Grallaria conforma un clade monofilètic ben definit idèntic a la subfamília Grallarinae anteriorment inclosa a Formicariidae. Aquest clade pot ser dividit en dos llinatges ben característics, el nombrós i complex Grallaria i les espècies de menor grandària del present i els altres dos gèneres.
Com a resultat d'una revisió sistemàtica de l'espècie politípica H. macularius basada en morfometria, plomatge, vocalització i característiques moleculars, conduïda per Carneiro et al. (2012), la subespècie H. macularius paraensis va ser elevada a la categoria d'espècie i va ser descrita una nova espècie, H. whittakeri. el que va ser reconegut per l'aprovació de la Proposta N° 622 al Comitè de Classificació de Sud-americà (SACC) el maig de 2014.
El tàxon dilutus és considerat sinònim de H. macularius diversus (J.T. Zimmer, 1934), sobre qui té prioritat segons Carneiro et al. (2012) i considerat com a espècie plena pel Comitè Brasiler de Registres Ornitològics (CBRO) però és mantingut com la subespècie H. macularius dilutus per altres classificacions.
Un ampli estudi de filogènia molecular de Carneiro et al. (2019) de les xanques dels gèneres Hylopezus i Myrmothera va indicar que Hylopezus, tal com estava abans definit, era parafilètic respecte a Myrmothera i a Grallaricula. Específicament, Hylopezus dives, H. fulviventris i H. berlepschi i les dues espècies col·locades a Myrmothera, formen un clade ben suportat, que és germà d'un altre clade format per totes les espècies romanents de Hylopezus a excepció de Hylopezus nattereri. Aquesta espècie és germana d'un clade que agrupa Myrmothera, Hylopezus i Grallaricula, representant el llinatge més divergent del complex. Aquesta divergència molecular és recolzada per les diferents característiques morfològiques i de vocalització que ja eren conegudes. Com que aquestes divergències no permeten unir H. nattereri a cap altre gènere, i com que no hi havia cap altre gènere disponible, es va proposar un nou gènere Cryptopezus Carneiro, Bravo & Aleixo (2018) exclusiu per a aquest llinatge endèmic de la Mata Atlàntica. També es va proposar la transferència de H. fulviventris, H. dives i H. berlepschi al gènere Myrmothera. El nou gènere va ser reconegut a la Proposta 832 part A al SACC, que a la part B també va aprovar la transferència de les tres espècies.
Segons la Classificació del Congrés Ornitològic Internacional (versió 14.2, 2024) aquest gènere està format per 6 espècies:
- Hylopezus perspicillatus - xanca d'ulleres.
- Hylopezus macularius - xanca maculada.
- Hylopezus paraensis - xanca de Snethlage.
- Hylopezus whittakeri - xanca d'Alta Floresta.
- Hylopezus auricularis - xanca emmascarada.
- Hylopezus ochroleucus - xanca cellablanca.

### Etimologia
El nom genèric Hylopezus es compon de les paraules del grec antic «ὑλη hulē» que significa “bosc” i «πεζος pezos» que significa “caminada”.